# Broken Top
Il Broken Top è uno stratovulcano complesso eroso dai ghiacciai compreso nell'arco vulcanico delle Cascate e situato nello stato dell'Oregon, USA. Localizzato a sud-est delle Three Sisters, il cratere, il quale risiede all'interno della riserva naturale delle Three Sisters, si trova 32 km a ovest di Bend, nella contea di Deschutes. L'attività eruttiva si interruppe circa 100.000 anni fa e in seguito i ghiacciai causarono con la loro erosione una riduzione del cono vulcanico. I due principali ammassi di acqua ghiacciata sono il Bend e il Crook.
Diverse specie vegetali ed animali abitano l'area, tempestata da frequenti nevicate, piogge occasionali e forti escursioni termiche tra le stagioni. Il Broken Top e i dintorni costituiscono destinazioni popolari per escursioni, arrampicate e arrampicate.

## Toponimo
In inglese, il Broken Top significa letteralmente "sommità frantumata", con riferimento alla marcata erosione presente sulla montagna. Il nome appare di epoca relativamente recente, dal momento che nel 1911 il vulcano è indicato ancora sotto il nome di St. Mary's Butte su una mappa della United States Forest Service (USFS). Ad oggi, Broken Top sopravvive come unica designazione presente dalla National Geodetic Survey degli Stati Uniti nei suoi censimenti dei siti geografici presenti in questa località.

## Geografia
Il Broken Top si trova nell'arco vulcanico delle Cascate e nell'omonimo gruppo montuoso in Oregon, oltre che nella riserva naturale delle Three Sisters, che si trova nella contea di Deschutes. La montagna raggiunge un'altezza di 2.797 metri sul livello del mare.

### Geologia

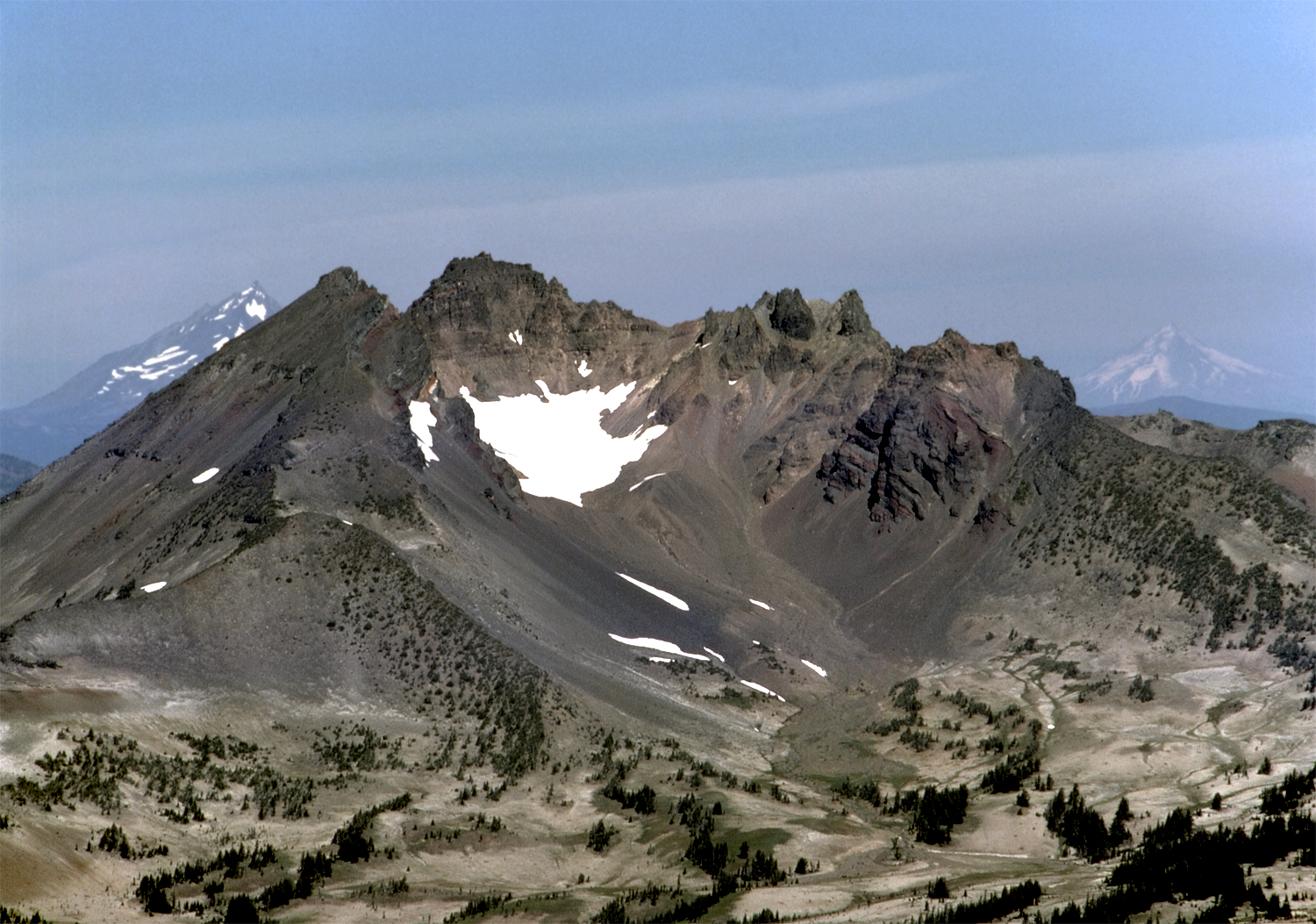
Il Broken Top vista dal monte Bachelor, con il Jefferson a sinistra e l'Hood a destra

Il Broken Top è uno stratovulcano complesso: si trova a nord-ovest della Ball Butte e a sud-est della South Sister (una delle sommità delle Three Sisters). Il volume occupato dal cratere è pari a 10 km³. Alla stessa maniera di altri vulcani delle Cascate, il Broken Top era alimentato da camere magmatiche prodotte dalla subduzione della placca tettonica di Juan de Fuca sotto il bordo occidentale di quella nordamericana. La montagna è stata inoltre modellata dal clima mutevole del Pleistocene, epoca durante la quale si verificarono più ere glaciali e l'erosione sulle sommità locali si fece sentire in modo più marcato.
Il Broken Top si unisce a diversi altri vulcani nel segmento orientale della Catena delle Cascate noto come High Cascades, che si sviluppa secondo un andamento nord-sud. Tale sezione del gruppo montuoso include il complesso delle Three Sisters, il cratere Belknap, il monte Washington, il Black Butte, il Three Fingered Jack e il monte Bachelor. Formatesi verso la fine del Pleistocene, tali vette sormontano vulcani più antichi che sprofondarono all'interno di faglie parallele con andamento nord-sud nella regione circostante. Le Three Sisters costituiscono il fulcro di una regione di picchi vulcanici strettamente raggruppati, un'eccezione alla tipica spaziatura compresa tra i 64 e i 97 km tra i vulcani localizzati altrove nelle Cascate. Questa zona è tra le aree vulcaniche più attive delle Cascate e uno dei centri vulcanici più densamente popolati del mondo, nonché il secondo più grande complesso vulcanico di roccia silicica all'interno della catena nel Quaternario. L'area vasta 500 km² dalle Three Sisters a Broken Top e al Bachelor presenta almeno 50 bocche eruttive di lava riolitica e riodacitica.
Ad est di Broken Top, un complesso vulcanico noto come Tumalo fece la sua comparsa nella regione tra 700.000 e 600.000 anni fa e sperimentò eruzioni esplosive con materiale simile al Broken Top fino a 170.000 anni fa. Il vulcano Tumalo rilasciò ignimbriti e depositi pliniani nelle eruzioni al suolo in tutta l'area (in maniera simile al Vesuvio nel 79): i depositi si diffusero fino alla città di Bend.

### Clima
Il tempo varia notevolmente nell'area a causa dell'ombra pluviometrica dovuta alla catena delle Cascate. L'aria proveniente dall'Oceano Pacifico sale sulle pendici occidentali raffreddandosi gradualmente e l'umidità si riversa sotto forma di pioggia (o neve in inverno). Le precipitazioni aumentano con l'elevazione, mentre sul lato orientale della cresta l'aria è più calda e secca. Sulle pendici occidentali, le precipitazioni variano da 200 a 320 cm all'anno, mentre sulle pendici orientali le precipitazioni variano da 100 a 200 cm nell'est. Le temperature estreme si attestano tra i 27 e i 32 °C in estate e i −29 e i −34 °C durante i mesi freddi.

### Incendi
Prima dell'insediamento nell'area alla fine del XIX secolo, gli incendi avevano spesso devastato le foreste locali, in particolare le macchie di pini gialli (Pinus ponderosa) sulle pendici orientali. La maggiore attenzione prestata nel secolo scorso ha ridotto il numero dei roghi, ma le foreste sono cresciute in maniera eccessiva e, a quote più elevate, sono diventate ulteriormente esposte agli incendi estivi, le quali minacciano l'ecosistema e le proprietà private circostanti. Nel XXI secolo, i focolai sono stati più grandi e più comuni nella foresta nazionale di Deschutes. Nel settembre 2012, un fulmine causò un incendio che bruciò 110 km² nell'area del torrente Pole, all'interno della riserva naturale delle Three Sisters, lasciando l'area chiusa fino a maggio 2013. Nell'agosto 2017, i funzionari chiusero al pubblico 1.080 km² nella metà occidentale della zona protetta, inclusi 39 km della Pacific Crest Trail, a causa di 11 incendi causati da fulmini. Come risultato della crescente incidenza dei tragici avvenimenti sopraccitati, i funzionari pubblici hanno preso in considerazione il ruolo degli incendi boschivi nella gestione delle aree tutelate, optando alla fine per un progetto finalizzato a originare incendi prestabiliti allo scopo di proteggere gli habitat a rischio, riducendo al minimo gli effetti negativi sulla qualità dell'aria e sul bioma locale.

## Attività vulcanica

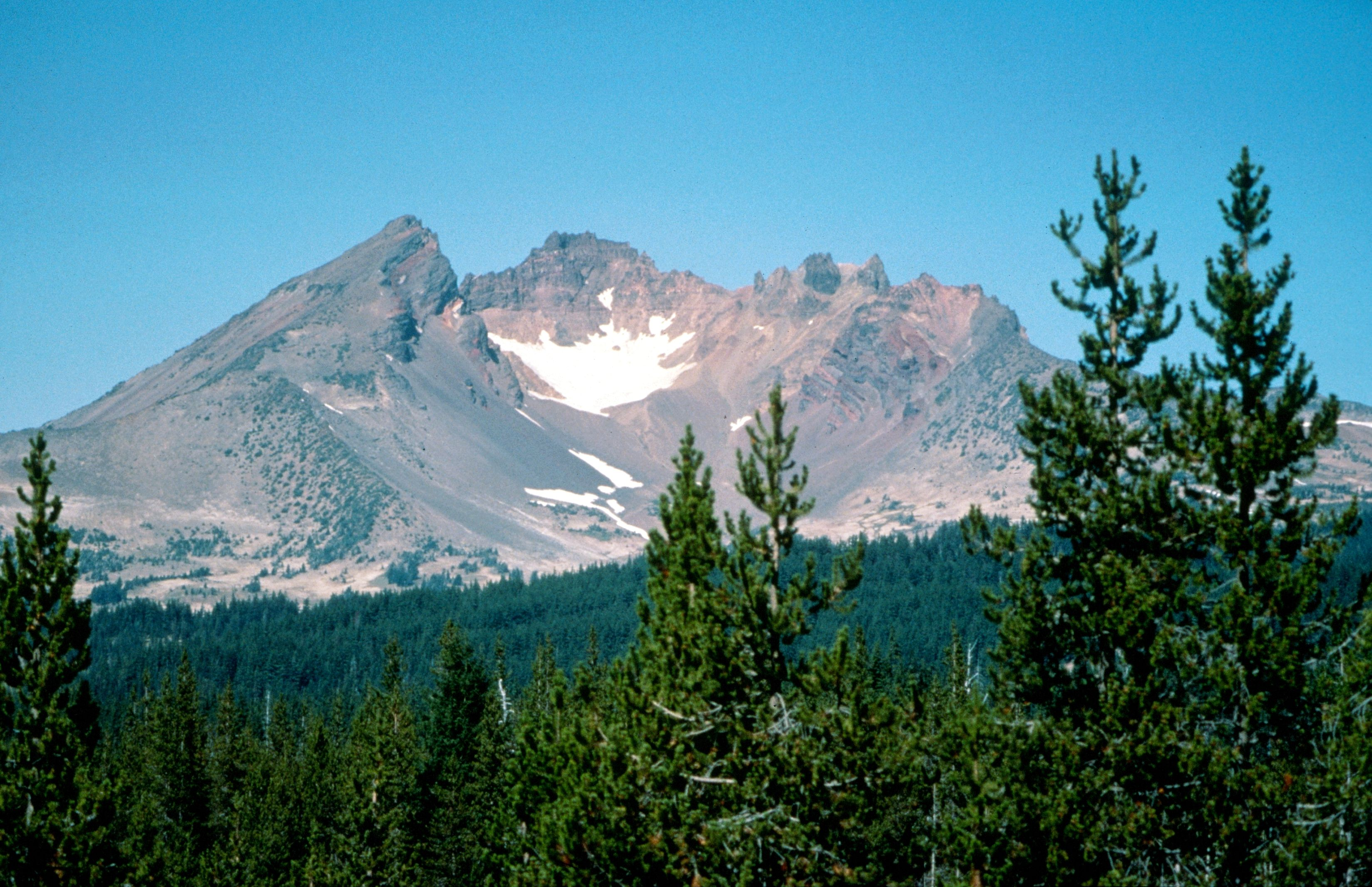
Il Broken Top e le sue notevoli erosioni

Le eruzioni iniziali, accadute circa 300.000 anni fa durante la metà del Pleistocene e contemporanee a quelle del vulcano di North Sister, consistevano in lava chimicamente composta da andesite basaltica, responsabile della formazione di uno scudo di base. Il centro di questo edificio era costituito da ossidato agglomerato invaso da dicchi intrusivi e filoni-strati. Le scorie, i dicchi e la lava che comprendevano questo cono avevano una composizione uniforme composta da fenocristalli con plagioclasio, olivina, due tipi di pirosseno e magnetite. Eruzioni irregolari continuarono in seguito, rilasciando lava silicica fuori e dentro fino a 150.000 anni fa, comprese le andesiti di pirosseno prive di olivina, così come ossidiana, più rara tra i vulcani locali durante quel lasso temporale. Gran parte del cono attuale è occupato da flussi da eruzioni di lava femica (ricca di magnesio e ferro) tra cui andesite, dacite, riodacite e flussi piroclastici. Questi depositi si estendono dal vulcano sotterraneo rispetto alla vetta e raggiungono il vulcano Todd, così come la lava riodacitica sul bordo di Tam MacArthur e le cascate del torrente Whychus. Un'altra serie di duomi di lava riodacitica si sviluppa per 10 km dal sud di Broken Top al lago Demaris a nord, ma tale scia andò parzialmente ricoperta da depositi andesitici dovuti alle eruzioni del vulcano South Sister. In totale, durante i suoi 150.000 anni di attività eruttiva, il Broken Top riversò tra i 7 e i 10 km³ di materiale. Sebbene la maggioranza di quanto componga il cono vulcanico abbia avuto origine dalla sua bocca principale, l'edificio ospitava altresì aperture secondarie sui suoi fianchi e coni di scorie che circondavano l'edificio principale. Le bocche laterali eruttarono formando fessure vulcaniche e producendo basalto e andesite, mentre i coni secondari riversarono nei dintorni delle scorie.
Il cratere vulcanico di Broken Top, oggi dal diametro di 0,8 km, è stato molto probabilmente creato attraverso la subsidenza, generando una depressione riempita con una spessa andesite basaltica con colate laviche sormontate da lave sottili. Una volta che il condotto centrale del vulcano si raffreddò, subendo nel tempo un'alterazione idrotermale, emersero diversi circhi. Anche il cono sommitale patì un'estesa erosione glaciale, con pinnacoli isolati e un grande circo sul lato meridionale. Quello che un osservatore può individuare dalla valle è una sorta di anfiteatro a sud-est. A causa di questa vasta erosione, il contenuto del cono di Broken Top appare esposto, circostanza che consente ai vulcanologi di classificare il Broken Top come uno stratovulcano complesso. L'erosione distrusse la sommità originale della montagna, insieme al suo versante sud-orientale e gran parte dell'interno del vulcano, rivelando strati di scorie di colore viola, rosse e nere che si alternano a pomici e tufi gialli, marroni e arancioni, insieme a pomice bianca circondata da frammenti di lava nera.

### Glaciazioni e alluvioni

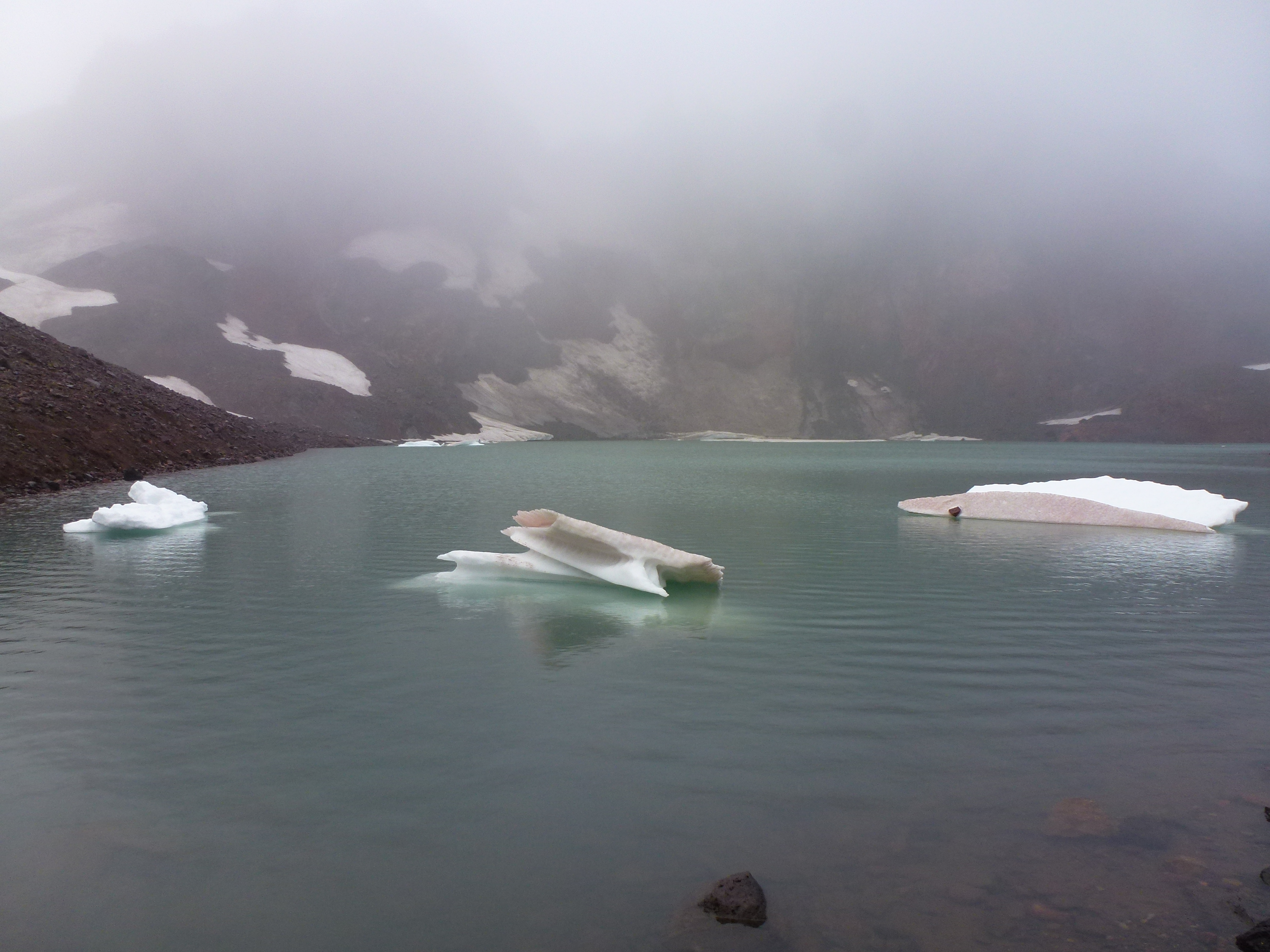
Iceberg in un piccolo lago glaciale senza nome vicino alla cima di Broken Top

Durante il tardo Pleistocene, il Broken Top e i suoi dintorni erano quasi interamente coperti da ghiacciai. Gli unici punti nell'area non sommersi dai ghiacciai erano la vetta del monte Tumalo e quella del Broken Top, compresa la porzione apicale della cresta nord-ovest. Nessuna prova geologica suggerisce che abbia avuto luogo un'attività eruttiva subglaciale.
Attualmente, i ghiacciai Bend e Crook, situati rispettivamente a 2.366 e 2.502 m, continuano ad erodere la superficie della montagna. Entrambi i piccoli flussi di ghiaccio sono diminuiti significativamente di dimensioni negli ultimi decenni, con il ritiro che continua a un ritmo rapido.
Quando i ghiacciai della piccola era glaciale si ritirarono durante il XX secolo, l'acqua riempì gli spazi in passato non liquidi formando laghi morenici, che appaiono più comuni nella zona tutelata presso le Three Sisters rispetto a qualsiasi altra area negli Stati Uniti d'America continentali. L'area locale ha una storia di alluvioni improvvise, inclusa la stessa Broken Top, dove ne accadde una il 7 ottobre 1966. L'analisi dell'evento da parte di una guardia forestale di nome David Rasmussen determinò che era stata innescata da un lago su Broken Top, situato ad un'altitudine di 2.400 m e con un'area di 0,045 km². Tale specchio d'acqua si trova ai piedi del ghiacciaio Crook ed è alimentato dal ghiacciaio Bend: l'evento andò probabilmente avviato dal ghiaccio glaciale che cadde nel lago, generando una grande onda che invase la morena e indirizzò con forza violenta circa 190.000.000 l. L'inondazione risultante raggiunse profondità di 3-4,6 m, scendendo a cascata lungo i fianchi orientale e meridionale della montagna e raggiungere la Cascade Lakes Scenic Byway. L'alluvione spostò tronchi, rocce e fango nel bacino dei prati del lago Sparks; in quell'occasione, si coprì tra il 35 e il 45% del bacino con limo e almeno 9.100–18.100 t di sedimenti nel lago e nel prato circostante.

### Coni secondari
Il vulcano del lago Todd, che eruttò andesite porfiritica (andesite con percentuali distinte in termini di dimensione dei suoi cristalli) di un colore grigio pallido, si erge alle pendici meridionali del Broken Top. Le sue colate laviche appaiono ben visibili e sono ricoperte di scorie rosse generate da aperture separate. Questo cominciò a risvegliarsi quando il Broken Top si addormentò, come si comprende dal fatto che i due crateri hanno originato strati di lava sovrapposti.
Quando i ghiacciai del Pleistocene si ritirarono, i vulcani a cono di cenere basaltiche si formarono a sud del Todd proprio mentre si stava formando il cratere Cayuse. Quest'ultimo, un non correlato vulcano postglaciale formatosi 11.000 anni fa, si trova anche sul fianco meridionale del Broken Top. Costituito da lava basaltica e tefra eruttati dopo la cessazione dell'attività di Broken Top, suggerendo che si sia formata a causa di una camera magmatica sottostante più vicina alla South Sister. Anche il cratere Cayuse è costituito in parte da lapilli e brecce di tufo giallo. Il bordo appare marcato e massiccio e la sua parete meridionale è stata travalicata da colate laviche, con altri due coni più piccoli, di circa 9,1–12,2 m in elevazione, a nord-ovest. L'attività più recente dell'Olocene sui fianchi del vulcano originò colate laviche basaltiche, coni e ceneri che sono stati intercalati con morene e materiale rilasciato da sandur nel corso della neoglaciazione.
Con Ball Butte si fa riferimento a un cono aggiuntivo, alto 2.466 m, che è considerato una delle sottocaratteristiche più rilevanti del Broken Top. Si rintraccia altresì una serie di coni di scorie nell'area, che contribuirono a plasmare il Ball Butte nel corso del tempo. Le scorie rosse proseguirono col tempo e originarono sorgenti calde e fumarole. I resti di una grande apertura vicino al ghiacciaio Bend, perlopiù distrutto dal ghiaccio, presentano bombe vulcaniche lunghe fino a 2,4 m.
Durante il tardo Pleistocene, sei coni di cenere e bocche ausiliarie tra Broken Top e il monte Tumalo Mountain esplosero, producendo andesite basaltica glomeroporfirica.

### Attività recente
Quando nel 1925 fu pubblicata la prima ricognizione geologica della regione circostante, il suo autore, Edwin T. Hodge, suggerì che il Broken Top, le Three Sisters e diverse altre montagne della zona costituissero i resti di un enorme vulcano crollato che era stato attivo durante il Miocene o l'inizio del Pliocene. Chiamando questo antico vulcano monte Multnomah, Hodge teorizzò che fosse crollato per formare una caldera proprio come il monte Mazama crollò dando vita al lago Crater. Negli anni '40, Howel Williams completò un'analisi delle vicinanze e concluse che il Multnomah non fosse mai esistito, dimostrando invece che ogni vulcano nell'area possedeva una propria storia eruttiva individuale. Il documento del 1944 di Williams, intitolato "Vulcanoes of the Three Sisters Region, Oregon Cascades", definiva il profilo di base della regione, malgrado questi, per ovvie ragioni, non avesse accesso alle moderne tecniche chimiche e datazione radiometrica. Nel 1978, il geologo e vulcanologo Edward Taylor per conto dell'Università statale dell'Oregon determinò che l'attuale cono del Broken Top doveva avere lave andesite basaltiche sul suo fondo. Quando rivoli d'acqua e precipitazioni riempirono l'edificio col tempo, si formò un cono vulcanico composto di diverse lave tra cui andesite basaltica, dacite e riodacite, nonché tefra e flussi piroclastici provenienti da eruzioni maggiormente esplosive.

### Valutazione e prevenzione dei rischi
Il Broken Top rappresenta ancora un pericolo significativo per l'area circostante, specialmente all'interno della zona di pericolo prossimale con un diametro di 19 km che circonda il Broken Top e le Three Sisters. Una frana a Broken Top o un'eruzione dalla vicina South Sister potrebbe scatenare dei lahar (rapidi flussi di acqua, roccia e fango) in grado di riversarsi lungo le valli fluviali nell'area circostante. Anche se smottamenti di 10.000.000 m³ al massimo risultano più plausibili delle grandi valanghe, essi possono comunque causare danni significativi e innescare dei lahar. Eventi franosi maggiori sarebbero verosimilmente frutto dell'intrusione di magma, ma potrebbero comunque essere previsti da sismometri e dispositivi di rilevamento.
Un'eruzione della South Sister rappresenterebbe una minaccia per la vita vicina, poiché la zona di pericolo prossimale si estende tra i 2 e i 10 km dalle vette del vulcano. Nel corso di un'eruzione, del tefra potrebbe accumularsi in un numero compreso tra 25 e 51 mm nella città di Bend, con colate di fango e flussi piroclastici i quali potrebbero scorrere lungo i pendii della montagna minacciando qualsiasi vita nei loro percorsi.
Nel corso del secolo scorso, si verificarono cinque o più smottamenti presso le Three Sisters e il Broken Top, sia a causa di inondazioni causate da un ghiacciaio o per il travalicamento di bacini endoreici. Malgrado la devastazione causata, i danni arrecati a costruzioni o persone risultarono ridotte, considerando che si spinsero fino a un raggio di circa 9,7 km dalla loro fonte scatenante. Un'ipotetica esondazione potrebbe coinvolgere un diametro di 19 km, anche se non può escludere un effetto a cascata che coinvolga il lago Carver o quello senza nome situato sul lato orientale di Broken Top, che sfocia nel lago Sparks. Gli specchi d'acqua con meno rischi di raggiungere le zone abitate risultano i piccoli bacini idrici localizzati presso le sorgenti del torrente Whychus e la serie di falde acquifere presenti sotto il ghiacciaio Collier.

## Attività ricreative

### Escursionismo e alpinismo

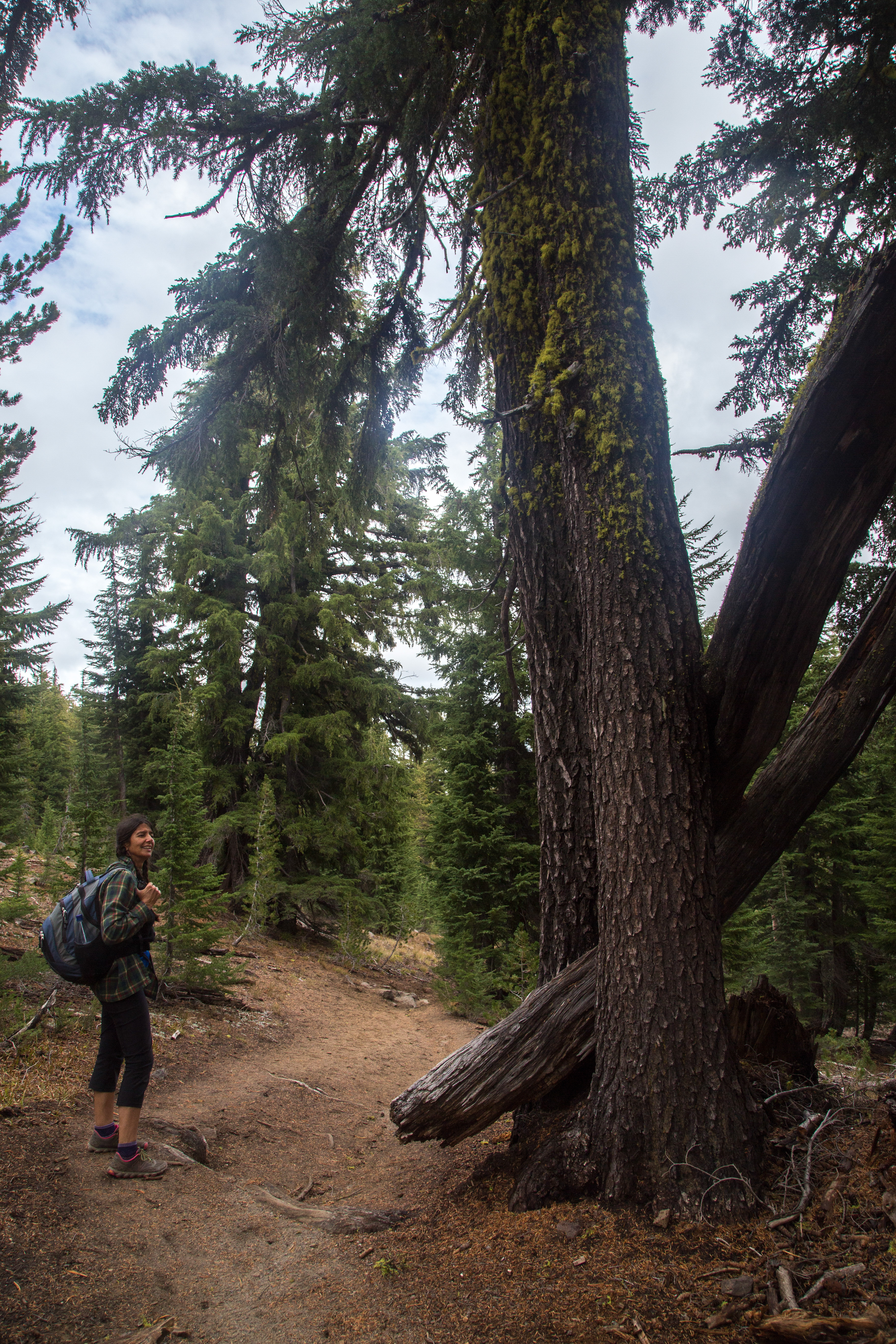
Un escursionista sul Tam McArthur Rim Trail che conduce al Broken Top

Il Broken Top e le vicine Three Sisters rappresentano una popolare destinazione di arrampicata per escursionisti e gli alpinisti. Il servizio forestale degli Stati Uniti richiede un'autorizzazione, disponibile senza che sia necessario effettuare un qualche pagamento, per l'ingresso nell'area dal Memorial Day (31 maggio) fino al 31 ottobre. Per accedere nei pressi di Obsidian, è richiesto un ingresso speciale sia per gli escursionisti diurni che per quelli notturni e non si consente l'accesso di veicoli a motore in tale specifica zona per nessun motivo. I certificati sono rilasciati solo nel distretto dei ranger di McKenzie, nella foresta di Willamette, e nel distretto delle Sisters, più precisamente nella foresta di Deschutes. Per chi fosse accompagnato da cani, questi devono essere tenuti al guinzaglio presso i laghi Green, il Moraine, sulla South Sister, lungo il torrente Soda, sul lago Todd, e sul Crater Ditch Trail dal 15 luglio al 15 settembre. I cavalli sono vietati e le piccozze sono necessarie durante la stagione invernale per motivi di sicurezza. I veicoli a motore e altri mezzi di trasporto meccanici come biciclette, carri, motoscafi ed elicotteri sono generalmente vietati all'interno della riserva integrale delle Three Sisters secondo le regole imposte dall'ente gestore.
Il sentiero escursionistico per effettuare l'ascensione del Broken Top inizia al bacino dei laghi Green, a est di Bend, snodandosi per 19 km e salendo in termini di elevazione per 1.050 m. Si possono compiere tratti di arrampicata senza attrezzatura, anche se, come grado di difficoltà, la via è classificata tra il grado 4 e 5 secondo il sistema decimale Yosemite, un parametro di valutazione adoperato soprattutto negli USA. Il sentiero di Broken Top inizia a un incrocio con il Green Lakes Trail: affianca per 1,3 km il lago Crater fino al torrente omonimo, oltre a percorrerne 0,80 km proprio accanto al vulcano e al ghiacciaio Crook. C'è anche un sentiero non ufficiale che risale la morena del ghiacciaio Crook. Le pendici settentrionali di Broken Top sono accessibili dai cammini a nord di Tam McArthur Rim, mentre a sud si deve avvicinarsi spostandosi dal torrente Crater.

### Tutela ambientale
La riserva naturale della Three Sisters copre un'area di 1.137,9 km², diventando così la seconda più grande della sua categoria per estensione dell'Oregon dopo Eagle Cap. Designato dal Congresso degli Stati Uniti nel 1964, confina con la riserva naturale del monte Washington a nord e lambisce a meridione quella del lago Waldo. L'area comprende 420 km di sentieri e molte foreste, laghi, cascate e ruscelli, inclusa la sorgente del torrente Whycus. Le Three Sisters e il Broken Top rappresentano circa un terzo della riserva naturale delle Three Sisters: compresa tra i circa 1.600 e i 3.167 m di altezza, la regione della cresta alpina presenta i ghiacciai, i laghi e i prati più frequentati della zona tutelata.

### Esplicative
1. ↑  Le fonti dissentono sul numero di circhi localizzati sul Broken Top; Wood e Kienle (1990) ne indicano tre (Wood e Kienle (1992), p. 181), ma Williams (1944) ne indica cinque intorno al cuore del vulcano Williams (1944), p. 45.

### Bibliografiche
1. 1 2 3  Hildreth (2 007), p. 7.
2. ↑  (EN) Geology: Oregon Volcanoes, su USFS. URL consultato il 30 luglio 2021 (archiviato dall'url originale il 9 novembre 2010).
3. ↑  (EN) Three Sisters Wilderness, su USFS, 29 luglio 2004. URL consultato il 30 luglio 2021 (archiviato dall'url originale il 6 agosto 2010).
4. ↑  (EN) No Broken Top in 1911, in The Bulletin, Bend, 23 marzo 1971,  p. 3. URL consultato il 30 luglio 2021.
5. ↑  (EN) The NGS Data Sheet. URL consultato il 30 luglio 2021.
6. ↑  Taylor (1978), p. 3.
7. 1 2 3 4 5 6 7 8  Wood e Kienle (1990), p. 181.
8. ↑  Joslin (2005), pp. 29-30.
9. ↑  Joslin (2005), pp. 30-31.
10. ↑  Joslin (2005), p. 30.
11. ↑  Harris (2005), p. 179.
12. ↑  Joslin (2005), p. 31.
13. 1 2  Riddick e Schmidt (2011), p. 1.
14. 1 2  Hildreth (2007), p. 26.
15. ↑  Hildreth (2007), p. 27.
16. 1 2  Joslin (2005), pp. 32-33.
17. 1 2   Central Oregon Fire Environment, su USFS. URL consultato il 30 luglio 2021.
18. ↑  (EN) Terry Richard, Hiking Pole Creek fire three years after burn in Three Sisters Wilderness, su The Oregonian, 30 agosto 2015. URL consultato il 30 luglio 2021.
19. ↑  (EN) Zach Urness, 11 new wildfires prompt closure of 266,891 acres in Three Sisters Wilderness, su Statesman, Gannett, 15 agosto 2017. URL consultato il 30 luglio 2021.
20. ↑  (EN) Nicholas Smith, Bend, and the Vulnerability of Wildfire, su storymaps.arcgis.com, 20 aprile 2021. URL consultato il 30 luglio 2021.
21. ↑  (EN) Prescribed Fire in Central Oregon, su USFS. URL consultato il 30 luglio 2021.
22. 1 2 3 4  (EN) Eruption History for Broken Top, su USGS, 15 novembre 2013. URL consultato il 30 luglio 2021.
23. 1 2 3  Hildreth (2007), p. 28.
24. 1 2 3  Taylor (1978), p. 5.
25. 1 2 3 4  Williams (1944), p. 45.
26. 1 2 3 4 5  Harris (2005), p. 185.
27. 1 2  Taylor (1978), p. 8.
28. ↑  (EN) Bend Glacier, su Geographic Names Information System. URL consultato il 30 luglio 2021.
29. ↑  (EN) Crook Glacier, su geonames.usgs.gov. URL consultato il 30 luglio 2021.
30. ↑  Marcott et al. (2009), p. 183.
31. ↑  Joslin (2005), p. 44.
32. 1 2 3  Nolf  (1966), p. 182.
33. ↑  Nolf (1966), pp. 182, 188.
34. ↑  Williams (1944), p. 52.
35. 1 2  Williams (1944), p. 54.
36. ↑  Fierstein, Hildreth e Calvert (2011), p. 171.
37. ↑  (EN) E. Vezke, Broken Top, su Smithsonian Institution, 2013. URL consultato il 30 luglio 2021.
38. 1 2  Harris (2005), p. 182.
39. 1 2  Williams (1944), p. 37.
40. ↑  Hildreth, Fierstein e Calvert (2012), p. 1.
41. ↑  Taylor (1978), p. 1.
42. ↑  Scott et al. (2000), p. 1.
43. 1 2  Scott et al. (2000), p. 8.
44. ↑  Sherrod et al. (2004), p. 11.
45. ↑  Scott et al. (2000), p. 6.
46. ↑  Scott et al. (2000), pp. 8-9.
47. ↑  (EN) Three Sisters Wilderness: Area Management, su wilderness.net. URL consultato il 30 luglio 2021 (archiviato dall'url originale il 1º aprile 2014).
48. 1 2  (EN) Wilderness Permits, su USFS, 24 maggio 2006. URL consultato il 30 luglio 2021 (archiviato dall'url originale il 5 ottobre 2010).
49. ↑  (EN) Obsidian Limited Entry Area, su recreation.gov. URL consultato il 31 luglio 2021.
50. ↑  (EN) South Sister Climber Trail, su USFS. URL consultato il 30 luglio 2021.
51. ↑   Zach Urness, Oregon's 6 best Cascade Mountain climbs that don't require ropes, su Statesman Journal, Gannett, 7 agosto 2017. URL consultato il 31 luglio 2021.
52. ↑  Bishop e Allen (2004), p. 144.
53. 1 2  (EN) Three Sisters Wilderness: General, su USFS. URL consultato il 30 luglio 2021 (archiviato dall'url originale il 1º aprile 2014).
54. ↑  (EN) Eagle Cap Wilderness, su wilderness.net. URL consultato il 30 luglio 2021.
55. ↑  Joslin (2005), p. 34.